# Benito Savo
Benito Savo (Torrice, 1º settembre 1940) è un politico italiano, ex deputato ed ex sindaco di Torrice dal 1985 al 2003.